# Соимуш (Бихор)
Соимуш (рум. Soimuș) насеље је у Румунији у округу Бихор у општини Реметеа. Oпштина се налази на надморској висини од 186 m.

## Становништво
Према подацима из 2002. године у насељу је живело 149 становника, од којих су сви румунске националности.